# 宗扎
宗扎（法語：Zonza，法語發音：[tsɔ̃ts(a)]）是法国南科西嘉省的一个市镇，属于萨尔泰讷区。

## 地理
宗扎（41°44'58"N, 9°10'14"E）面积134.46 平方千米，位于法国南科西嘉省，该省份位于科西嘉南部，后者为地中海西部的一座岛屿，也是法国的一个单一领土集体，位于法国大陆部分的东南面，意大利半島的西面，最临近的地块是撒丁岛。
与宗扎接壤的市镇（或旧市镇、城区）包括：莱奇、昆扎。
宗扎的时区为UTC+01:00、UTC+02:00（夏令时）。

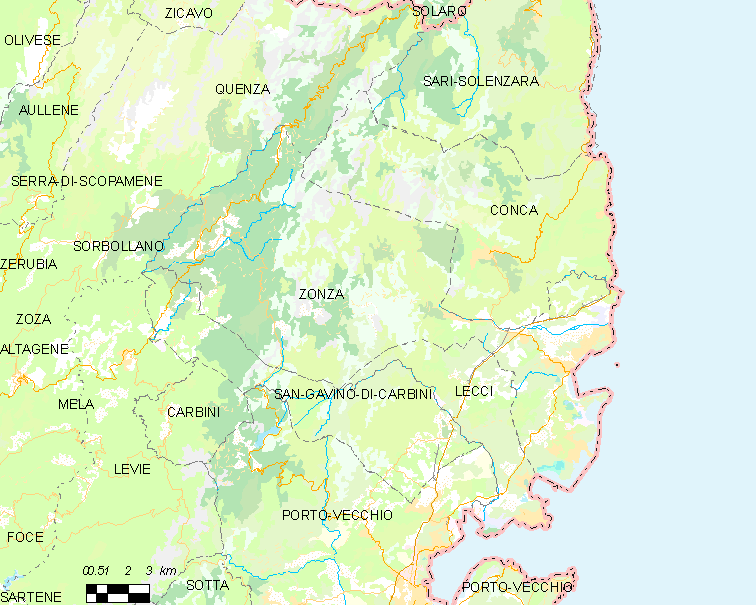
宗扎的OSM定位图

## 行政
宗扎的邮政编码为20124、20144，INSEE市镇编码为2A362。

## 政治
宗扎所属的省级选区为巴韦拉县。

## 人口

1962-2008年间宗扎人口变化图示

宗扎于2022年1月1日时的人口数量为2869人。